# Ligne de tramway 509
La ligne 509 est une ancienne ligne du tramway vicinal de Poix de la Société nationale des chemins de fer vicinaux (SNCV) qui reliait Poix-Saint-Hubert à Saint-Hubert et Freux entre 1886 et 1959.

## Histoire
1er octobre 1886 : mise en service entre la gare de Poix et la gare de Saint-Hubert; exploitation par la SA pour l'Exploitation de Tramways dans le Luxembourg belge (TLB); traction vapeur; capital n°5.
1901 : reprise de l'exploitation par la société Renkin de Marloie.
1907 : cession de l'exploitation à la SA du Chemin de fer vicinal Saint-Hubert - Bouillon et extensions (HB).
1920 : reprise de l'exploitation par la SNCV.
10 mai 1924 : mise en service entre la station de Saint-Hubert et Freux Suzerain; exploitation par la SNCV; traction vapeur; capital n°5.
7 octobre 1951 : suppression de la section Saint-Hubert - Freux.
31 août 1957 : suppression du service voyageurs.
septembre 1959 : suppression du transport des marchandises.

## Infrastructure

### Voies et tracé

#### Section: Poix - Saint-Hubert
Le km 0 de la section de ligne de Poix à Saint-Hubert est situé à Poix.
Cette section de ligne, établie pour l'essentiel sur l'accotement droit de la route de Poix à Saint-Hubert (actuelle N808), en suivait fidèlement le tracé.
Son terminus fut dans un premier temps la gare de Saint-Hubert située au km 6,1, à proximité des Usines Nestor Martin, dans le quartier qui aujourd'hui encore porte le nom de "quartier du Tram". Le 3 mars 1924, une extension d'une longueur proche de 500 m, concédée le 4 décembre 1909, fut mise en service et relia la gare de Saint-Hubert au quartier du Fays.

#### Section: Saint-Hubert - Freux
Le km 0 de la section de ligne de Saint-Hubert à Freux était situé en gare de Saint-Hubert.
Établie essentiellement en site propre, elle avait une longueur totale de 10,916 km de la gare de Saint-Hubert à sa jonction avec la ligne de Libramont à Amberloup, à moins de 500 m du village de Séviscourt. La portion de voie en continuation jusqu'à l'arrêt de Freux-Suzerain (1,565 km) était considérée comme partie commune aux deux lignes.

### Dépôts et stations
- D : dépôt ;
- S : station ;
- Sf : si la station sert de gare frontalière ;
- Sp : si la station est établie dans un bâtiment privé le plus souvent un café ou plus rarement une habitation privée.

| Illustration | Nom          | Type | Commune      | Province   | Localisation                | État    | Remarques |
| ------------ | ------------ | ---- | ------------ | ---------- | --------------------------- | ------- | --------- |
|              | Saint-Hubert | DS   | Saint-Hubert | Luxembourg | 50° 01′ 36″ N, 5° 22′ 00″ E | Démoli. |           |